# Borgtocht (strafrecht)
Borgtocht (in België: borgsom) is de situatie in het strafrecht waarbij een verdachte van een strafbaar feit, in afwachting van de behandeling van zijn strafzaak, wordt vrijgelaten uit voorarrest op voorwaarde van het deponeren van een borgsom of onderpand aan de rechtbank.

## Doel en nadelen
Het idee achter de borgsom of onderpand is dat de verdachte niet zal vluchten, omdat anders het bedrag niet wordt terugbetaald. De borgsom moet, met andere woorden, de aanwezigheid van de verdachte op de rechtszitting (min of meer) garanderen. Als de verdachte niet terugkeert naar de rechtbank, wordt de borgsom verbeurd verklaard en kan de verdachte mogelijk worden aangeklaagd op beschuldiging van niet-verschijnen. Als de verdachte terugkeert en verschijnt wanneer dat van hem of haar vereist wordt, wordt de borgsom terugbetaald nadat het proces is beëindigd.
Het belangrijkste geuite bezwaar tegen borgsomregelingen is dat zij klassenjustitie in de hand zouden kunnen werken. Niet iedere verdachte zou immers draagkrachtig genoeg zijn om een onderpand te betalen of over relaties beschikken die het bedrag voor hem kunnen betalen. Dit probleem is echter op te lossen door rekening te houden met de financiële positie van de verdachte.

## Verspreiding
In de Verenigde Staten en de Filipijnen wordt de borgsom dikwijls tegen rente en in ruil voor een onderpand, bijvoorbeeld een huis, voorgeschoten door een bail bondsman ('borgtochtgeldschieter'). Wanneer de verdachte niet op de zitting verschijnt, heeft de geldschieter het wettelijk en/of contractuele recht om de verdachte door een premiejager te laten opsporen en op die manier alsnog voor de rechter te brengen.
Hoewel het begrip 'vrijlating op borgtocht' vooral bekend is geworden door Amerikaanse films en televisieseries, bestaat ook in verschillende Europese landen een ruime praktijk (Engeland) dan wel beperkte praktijk (Duitsland, Nederland en België) van heenzending van verdachten onder borgtocht.

## Wettelijke regeling in Nederland
De Nederlandse rechter heeft de mogelijkheid de voorlopige hechtenis van een verdachte al of niet tegen betaling van een geldsom te schorsen. Een en ander is sinds 1926 geregeld in artikel 80 van het Wetboek van Strafvordering, dat stelt:

De rechter kan - ambtshalve, op de vordering van het openbaar ministerie of op het verzoek van de verdachte - bevelen dat de voorlopige hechtenis zal worden geschorst, zodra de verdachte al of niet onder zekerheidstelling zich, in de vorm door de rechter te bepalen, bereid heeft verklaard tot nakoming van de aan de schorsing te verbinden voorwaarden.

Een van de voorwaarden waaraan de verdachte hierbij moet voldoen, is dat hij zich niet aan een bevel tot voorlopige hechtenis zal onttrekken wanneer de rechter de schorsing van de voorlopige hechtenis opheft (art. 80 lid 2 sub 1).
Lid 3 van artikel 80 stelt:

De zekerheidstelling voor de nakoming der voorwaarden bestaat hetzij in de storting van geldswaarden door den verdachte of een derde, hetzij in de verbintenis van een derde als waarborg. In het laatste geval wordt bij het verzoek overgelegd eene schriftelijke bereidverklaring van den waarborg.

Lid 5 biedt de rechter de mogelijkheid de hoogte van het bedrag vast te stellen, waardoor hij of zij rekening kan houden met de financiële draagkracht van de verdachte en klassenjustitie wordt tegengegaan. Dit bedrag kan voor draagkrachtigen hoog oplopen. Zo betaalde de Nederlandse zakenman Joep van den Nieuwenhuyzen in 2007 een borgsom van tien miljoen euro om aan zijn voorlopige hechtenis te ontkomen, een bedrag dat voor een gemiddelde burger niet op te brengen zou zijn. 
De Nederlandse jurist Ruben Houweling ontdekte tijdens promotieonderzoek aan de Erasmus Universiteit Rotterdam dat financiële borgstellingen al in de veertiende eeuw in Nederland voorkwamen. In de jaren tachtig en negentig pleitte onder meer minister van Justitie Korthals Altes voor het vaker toepassen van de borgsom in verband met het toenmalige cellentekort en het veelvuldig heenzenden van verdachten. De behoefte aan deze ruimere toepassing van de borgsom werd echter minder urgent door de bouw van nieuwe cellen in de jaren negentig en de invoering van meerpersoonscellen in 2004 onder minister van Justitie Piet Hein Donner. Uit een onderzoek in 2000 onder rechters-commissarissen van de 19 Nederlandse kabinetten bleek dat er in 12 kabinetten nooit van de borgsom gebruikgemaakt was en in de andere kabinetten slechts sporadisch, uitsluitend door draagkrachtige verdachten.